# Záhoří (district de Jindřichův Hradec)
Pour les articles homonymes, voir Záhoří.
Záhoří (en allemand : Zahorsch) est une commune du district de Jindřichův Hradec, dans la région de Bohême-du-Sud, en République tchèque. Sa population s'élevait à 109 habitants en 2020.

## Géographie
Záhoří se trouve à 6 km au nord-ouest de Kardašova Řečice, à 17 km à l'ouest-nord-ouest de Jindřichův Hradec, à 36 km au nord-est de České Budějovice et à 100 km au sud-sud-est de Prague.
La commune est limitée par Dírná au nord, par et Višňová à l'est, par Pleše au sud, et par Újezdec et Doňov à l'ouest.

## Histoire
La première mention écrite du village date de la première moitié du XIVe siècle.

## Personnalité
- Josef Mixa (1921-2016), acteur et metteur en scène, y est né.